# Heinrich Wirschinger
Heinrich Wirschinger (* 17. Juni 1875 in Augsburg; † 18. Februar 1950) war ein deutscher Verwaltungsjurist und während der Zeit des Nationalsozialismus als Regierungspräsident in Bayern tätig.

## Leben
Heinrich Wirschinger wurde 1875 als einziger Sohn des königl.bayr. Regierungsdirektors Edmund Ritter von Wirschinger und dessen Gattin Eleonore, geb. Waldmann in Augsburg geboren. 1885 bis 1894 besuchte er ein humanistisches Gymnasium. Er war Einjährig-Freiwilliger bei einem Feldartillerie-Regiment. 1894 bis 1898 folgte das Studium der Rechtswissenschaften in München. Der Vorbereitungsdienst zum Staatskonkurs 1901 erfolgte in München und Füssen. 1902 war er Regierungsakzessist im Staatsministerium des Innern, am 1. Juli 1904 Bezirksamtsassessor in Oberdorf. Ab 15. März 1907 war er im Staatsministerium des Innern für Kirchen- und Schulangelegenheiten tätig, ab 1. Juni 1911 als Regierungsassessor und ab 1. Juli 1913 als Bezirksamtmann, ab 1. Juli 1914 in Amberg. 1914 bis 1916 folgte der Kriegsdienst im Ersten Weltkrieg. Ab dem 16. Mai 1918 war er als Regierungsrat bei der Regierung der Pfalz tätig. Ab dem 16. November 1919 war er im Staatsministerium des Innern tätig, ab dem 1. April 1920 als Oberregierungsrat und ab 1. Oktober 1921 als Ministerialrat (Personal- und Gesundheitsreferent). 1922 war er Vorsitzender der Prüfungskommission für Nahrungsmittelchemiker an der Universität München und erhielt 1927 den Titel Dr. med. vet h. c. (München).
Vom 1. Dezember 1929 bis zum 31. Mai 1934 war er als Regierungspräsident von Niederbayern zunächst in Landshut tätig und wurde dann ab dem 1. April 1932, im Zuge inger der Staatsvereinfachung, zum Regierungspräsidenten der Regierung von Niederbayern und Oberpfalz mit Sitz in Regensburg ernannt.
Als hohem Staatsbeamten war Wirschinger sicher bewusst, dass er unabhängig von den herrschenden Einstellungen in der NSDAP, als der Partei, die zu dieser Zeit die Staatsregierung stellte, der Staatsregierung dienen und ihren Anweisungen folgen musste. Jedoch erkannte er, dass Staat und Staatsorgane immer mehr zu bloßen Instrumenten zum Nutzen der NSDAP herabgestuft wurden. Er aber wollte unterscheiden zwischen dem neuen Staat und seinen Gesetzen und den häufig willkürlichen Maßnahmen der NSDAP und ihren Gliederungen, die im Widerspruch zu geltenden Gesetzen standen. In wiederholten Eingaben appellierte er an die Staatsregierung, das Gewaltmonopol des Staates nicht der „Straße“ zu überlassen und den Staat nicht von einer Partei entmachten zu lassen, wenn z. B Sonderkommissare der SA Personen in Schutzhaft nahmen.
Seine Einstellungen blieben der örtlichen NSDAP nicht verborgen und Ende März 1933 organisierte die Regensburger SA Demonstrationen gegen Wirschinger, belagerte das Gebäude der Regierung und forderte die Absetzung des Regierungspräsidenten. Auch die Regensburger NSDAP-Parteizeitung, die Bayerische Ostwacht, forderte Wirschinger auf, die Stimme des Volkes zu berücksichtigen, denn sonst werde das Volk vor seiner Person nicht Halt machen. Auch seine Eingaben an die bayerische Regierung blieben unbeachtet und hatten keinerlei Auswirkung, denn in München war bei Fragen der Sicherheit der Ministerpräsident Ludwig Siebert ohne Einfluss. In diesen Fragen gaben Scharfmacher den Ton an, wie der Gauleiter und Innenminister Adolf Wagner und die Polizeichefs Heinrich Himmler und Reinhard Heydrich. So blieb Wirschinger im Amt und wurde erst am 1. Juni 1934 in den einstweiligen und dann am 1. August 1934 in den endgültigen Ruhestand versetzt, nachdem er dem örtlichen Gauleiter Hans Schemm erklärt hatte, dass er als Beamter zwar rückhaltlos hinter dem neuen Staat stehe, aber nicht hinter den Weltanschauungen der nationalsozialistischen Partei.
In der Folgezeit lebte Wirschinger in Grafrath bei München. Nach dem Zweiten Weltkrieg stellte er bei der amerikanischen Militärregierung in Bayern ein Gesuch um Wiederverwendung. Daraufhin wurde er vom 26. Juli 1945 bis zum 31. August 1946 im Staatsministerium des Innern als Leiter der Abteilung öffentliche Gesundheit und Wohlfahrt eingesetzt. Vom 14. September bis  Anfang Oktober 1945 war er mit der Führung der Geschäfte des Staatsministers des Innern beauftragt. Am 1. Oktober 1946 ging er in den Ruhestand.